# Marc-Antoine Fortuné
Marc-Antoine Fortuné (Caiena, 2 de Julho de 1981) é um futebolista francês que atua como atacante. Atualmente, defende o West Bromwich Albion.

## Carreira
Nascido na Guiana Francesa, Fortuné iniciou sua carreira no conhecido Angoulême, mas que disputava divisões inferiores do futebol francês na época. Sua estreia na equipe principal aconteceu quando tinha dezoito anos, tendo anotado três tentos em dez partidas. Já na segunda, acabaria tendo um desempenho menos satisfatório, anotando os mesmo três gols, mas dessa vez em dezessete partidas. Na terceira, teve maior sucesso, quando marcou doze vezes em 36 partidas, o que acabaria sendo seu melhor desempenho na carreira. Essa temporada despertou o interesse de outros clubes, tendo se transferido para o Lille.
No Lille, porém, seu desempenho seria medíocre para sua posição, tendo disputado dezoito partidas na temporada e não marcando nenhuma vez. Esta acabaria sendo sua única temporada no clube, quando acabou sendo emprestado durante uma temporada ao Rouen, tendo um desempenho satisfatório novamente, marcando dez vezes em 34 partidas e, contratado após o empréstimo pelo Brest, onde manteria seus níveis de atuações da temporada anterior no Rouen, anotando os mesmos dez gols em 35 partidas.
Suas duas últimas temporadas despertaram o interesse do Utrecht, que acabaria o contratando. Porém, sua passagem no futebol neerlandês acabaria ficando abaixo do esperado, tendo anotado em uma temporada e meia seis e sete tentos em 31 e 25 partidas, respectivamente. Acabaria retornando ao futebol francês durante a metade de sua segunda temporada no Utrecht, assinando com o Nancy. No restante do campeonato, marcaria cinco vezes em quinze partidas. Na temporada, seu desempenho ficaria abaixo do esperado novamente, com seis gols em 37 partidas.
Fortuné iniciaria mais uma temporada no Nancy, mas após dezenove partidas e um gol, seria contratado por empréstimo pelo West Bromwich Albion. Disputaria dezoito partidas, marcando cinco vezes, mas não evitaria o rebaixamento do clube. Ao término da temporada, seria contratado pelo vizinho Celtic, que pagou quase quatro milhões de libras por seu passe. Sua contratação seria indicação do novo treinador Tony Mowbray, o mesmo durante sua passagem pelo West Brom.
No Celtic, consegueria novamente um desempenho satisfatório, tendo marcado doze vezes em 39 partidas na temporada. Porém, mesmo com seu desempenho, o clube viveria um desempenho abaixo do esperado, causando a demissão de Mowbray e, terminaria a temporada com o vice-campeonato. Fortuné chegaria a iniciar uma segunda temporada no clube, disputando cinco partidas na temporada, mas seria contratado novamente pelo West Bromwich Albion, agora treinado por Roberto Di Matteo.